# Alina Berezhna
Alina Berezhna (en ucraniano: Аліна Бережна, también conocida bajo su nombre de nacimiento Alina Majynia y su primer nombre de casada Alina Stadnyk; Chitá, URSS, 3 de enero de 1991) es una deportista ucraniana que compite en lucha libre.
Ganó dos medallas en el Campeonato Mundial de Lucha, oro en 2013 y plata en 2019, y siete medallas en el Campeonato Europeo de Lucha entre los años 2011 y 2021. En los Juegos Europeos de Bakú 2015 obtuvo la medalla de oro en la categoría de 69 kg.

## Palmarés internacional
| Campeonato Mundial | Campeonato Mundial     | Campeonato Mundial | Campeonato Mundial |
| Año                | Lugar                  | Medalla            | Categoría          |
| ------------------ | ---------------------- | ------------------ | ------------------ |
| 2013               | Budapest (Hungría)     | Medalla de oro     | 67 kg              |
| 2019               | Nursultán (Kazajistán) | Medalla de plata   | 72 kg              |
| Juegos Europeos    |                        |                    |                    |
| Año                | Lugar                  | Medalla            | Categoría          |
| 2015               | Bakú (Azerbaiyán)      | Medalla de oro     | 69 kg              |
| Campeonato Europeo |                        |                    |                    |
| Año                | Lugar                  | Medalla            | Categoría          |
| 2011               | Dortmund (Alemania)    | Medalla de plata   | 67 kg              |
| 2013               | Tiflis (Georgia)       | Medalla de oro     | 67 kg              |
| 2014               | Vantaa (Finlandia)     | Medalla de bronce  | 69 kg              |
| 2016               | Riga (Letonia)         | Medalla de bronce  | 69 kg              |
| 2019               | Bucarest (Rumania)     | Medalla de oro     | 72 kg              |
| 2020               | Roma (Italia)          | Medalla de bronce  | 72 kg              |
| 2021               | Varsovia (Polonia)     | Medalla de bronce  | 68 kg              |